# José Madeira de Freitas
José Madeira de Freitas (Alfredo Chaves, 3 de abril de 1893 — Rio de Janeiro, 6 de abril de 1944) foi um jornalista, desenhista, caricaturista, médico, escritor e pintor brasileiro.
Publicou várias de suas obras com o pseudônimo de Mendes Fradique.
Era católico, ligado ao Centro Dom Vital. Nos anos 30, foi um dos principais líderes da Ação Integralista Brasileira.

## Biografia
Aos 17 anos, José Madeira de Freitas matriculou-se no curso de Desenho e Pintura do Instituto de Belas Artes, em Vitória.
Mudou-se para o Rio de Janeiro poucos anos depois, em 1913, ingressando na Faculdade de Medicina. Formou-se em 1917, aos 24 anos de idade. Demonstrando aptidão para o desenho, desdobramento do curso realizado em Vitória, publicou charges e caricaturas políticas na revista Dom Quixote.

### Integralismo
Nos anos 30, Madeira de Freitas aderiu ao Integralismo Brasileiro, um movimento nacionalista e anticomunista, que defendia uma sociedade hierárquica e cristã contra o liberalismo, o materialismo e o cosmopolitismo. Em 1934, assumiu a chefia do Departamento Nacional de Propaganda daquele movimento. Mais tarde, integrou o seu Conselho Supremo.
Era redator-chefe do jornal A Ofensiva, principal veículo de imprensa integralista, que circulou a partir de maio de 1934, e também foi colaborador da revista Anauê, publicação integralista lançada em janeiro de 1935. No Segundo Congresso Integralista, em Petrópolis, apresentou filmes com cenas de eventos do Movimento. Em julho de 1937, passou a integrar a Câmara dos Quatrocentos, órgão consultivo da Diretoria Nacional do movimento. Foi chefe da Ação Integralista Brasileira no Distrito Federal (que então era o Rio de Janeiro).

## Algumas obras publicadas
- Feira Livre - antologia das letras nacionais pelo método confuso (1923)
- Contos do vigário (1924)
- Dr. Woronofff, romance (1925)
- A lógica do absurdo (1926)
- No século da cocaína (1927)
- Idéias em zig-zag (1927)
- História do Brasil pelo método confuso (1927)
- Gramática pelo método confuso (1928)
- O bom senso da loucura (1928)
- Pantominas (1928)[1]

## Homenagens
A Prefeitura Municipal de Vitória deu, em homenagem a ele, seu nome a uma rua do bairro de Praia do Canto.